# 장무 (전량)
전량 태종 성왕 장무(前涼 太宗 成王 張茂, 277년 ~ 324년, 재위 : 320년 ~ 324년)는 중국 오호 십육국 시대 전량(前凉)의 제3대 국왕이다. 자는 성손(成遜), 묘호는 태종(太宗), 시호는 성왕(成王)이다.

## 생애
장무는 277년에 장궤(張軌)의 아들로 태어났다. 320년에 장식(張寔)이 염섭(閻涉)에게 살해되자 장식의 아들 장준(張駿)이 어렸기 때문에 주위의 추대를 받아 장무가 양주자사·서평공(凉州刺史, 西平公)에 즉위하였다. 일반적으로 장무가 사사로이 자사 직위를 계승한 이 사건부터 전량이 독립적인 정권으로 성립하였다고 본다. 322년에 진주(秦州 : 간쑤성 동부)를 공격하여 경영하려 하였으나 323년에 전조(前趙) 유요(劉曜)의 공격을 받았다. 장무는 이에 대항하다가 항복하여 복종하기로 하였다. 유요는 전량의 국력을 인정하여 장무를 양왕(凉王)에 책봉하여 번국이 되었다.
324년에 병사하였다. 시호는 성공(成公)이었으나 354년에 장조(張祚)가 추존하여 성왕(成王)으로 시호를 올렸다.